# Erich Cuntz
Erich Cuntz (23. prosinca 1916. – 1. lipnja 1975.) je bivši njemački hokejaš na travi. Igrao je na mjestu napadača.
Osvojio je srebrno odličje na hokejaškom turniru na Olimpijskim igrama 1936. u Berlinu igrajući za Njemačku. Odigrao je jedan susret. Te godine je igrao za Turnverein Sachsenhausen.

## Vanjske poveznice
- Profil na Database Olympics